# Pókbangó
A pókbangó (Ophrys sphegodes) a spárgavirágúak (Asparagales) rendjébe, a kosborfélék (Orchidaceae) családjának bangó (Ophrys) nemzetségébe tartozó, Magyarországon fokozottan védett növényfaj.

## Leírása
10–30 cm magas, nyúlánk növekedésű faj. A tőlevelei hosszúkás-lándzsásak, tompa végűek, világoszöldek és fényes felületűek. A vékony, zöld száron ülő, apró vörösesbarna rovarra, vagy pókra emlékeztető kevésszámú virágaival kevéssé feltűnő hazai bangófélénk. Virágain a mézajak kivételével rendszerint az összes lepellevél kopasz. A három külső lepellevél világoszöld, míg a két belső barnászöld és kopasz. A mézajak sötét-, vagy vörösbarna színezetű, bársonyos szőrzetű, rajta kopasz, fénylő H vagy X alakú rajzolat látható. Április végén és májusban virágzik, szubmediterrán növény.

## Élőhelye
Inkább mészkedvelő, mocsár-, láp- és homoki rétek, nedves kaszálók, esetenként mocsárrétek, szikes puszták növénye. Előfordul többek között a Kiskunságban, a Bükk-vidék területén, a Fertő mellett, a Balaton-felvidéken, és Ásotthalom környéki réteken. Az utóbbi évtizedekben jelentősen visszaszorult és élőhelyeinek legalább feléről el is tűnt

## Galéria

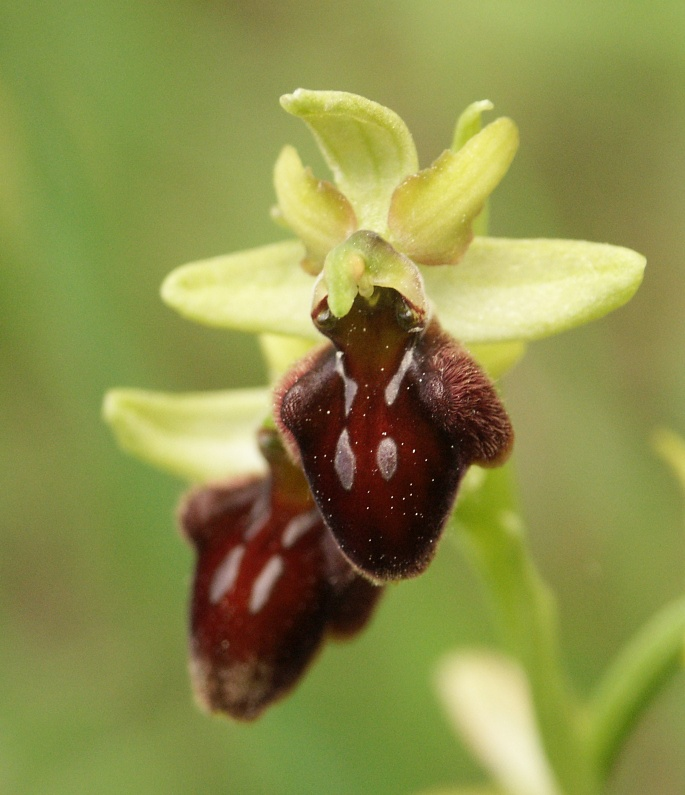
Ophrys sphegodes virága
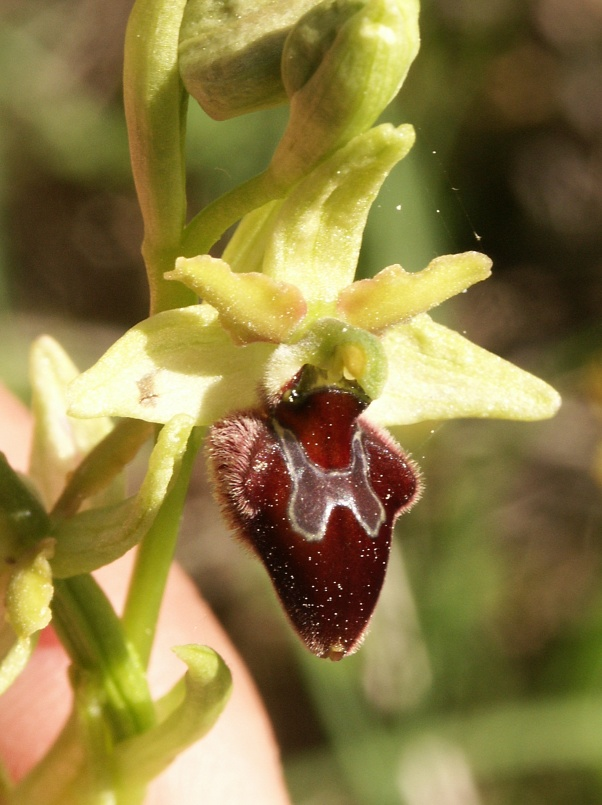
Ophrys sphegodes virága
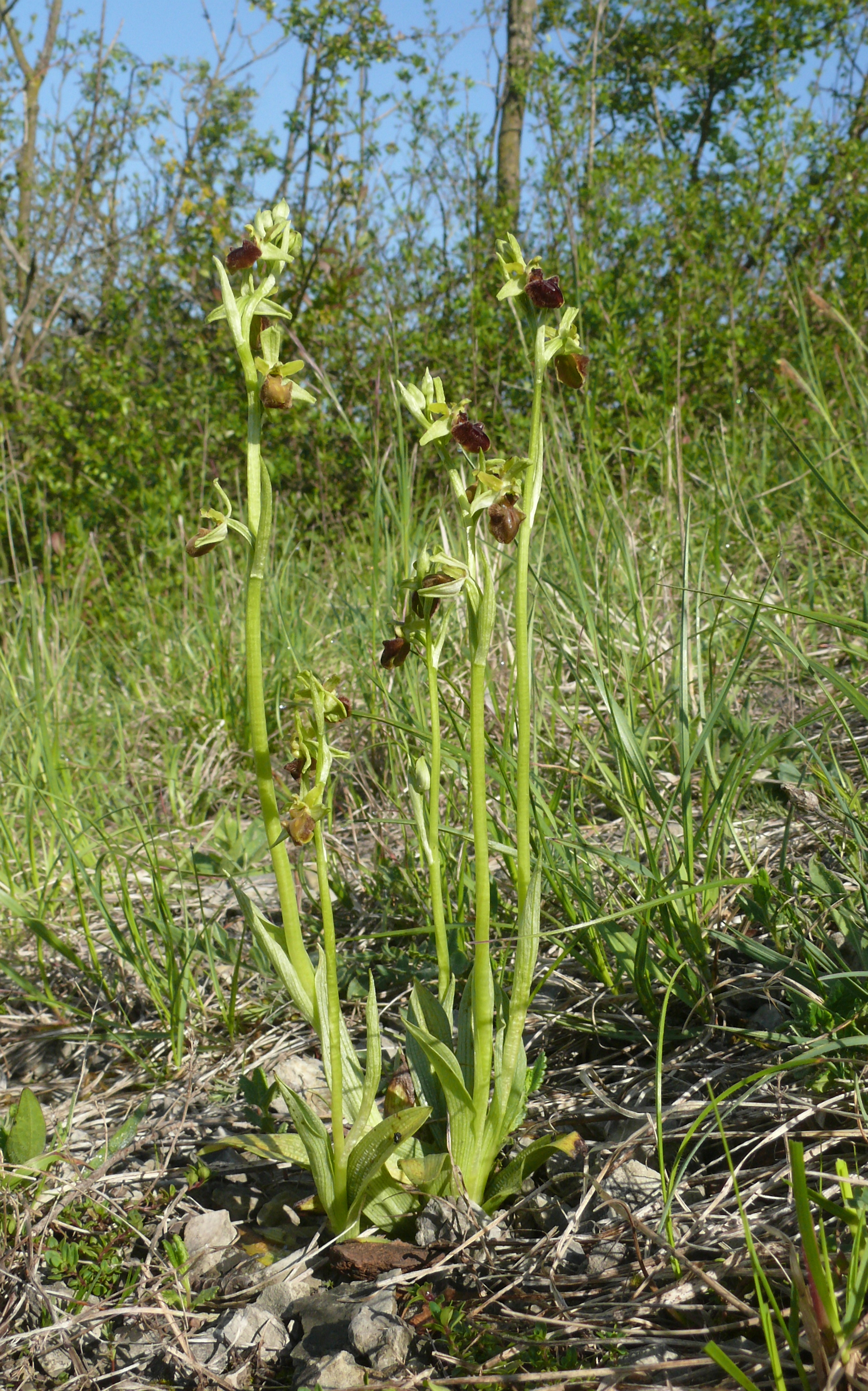
Ophrys sphegodes Németország - Hohenlohe
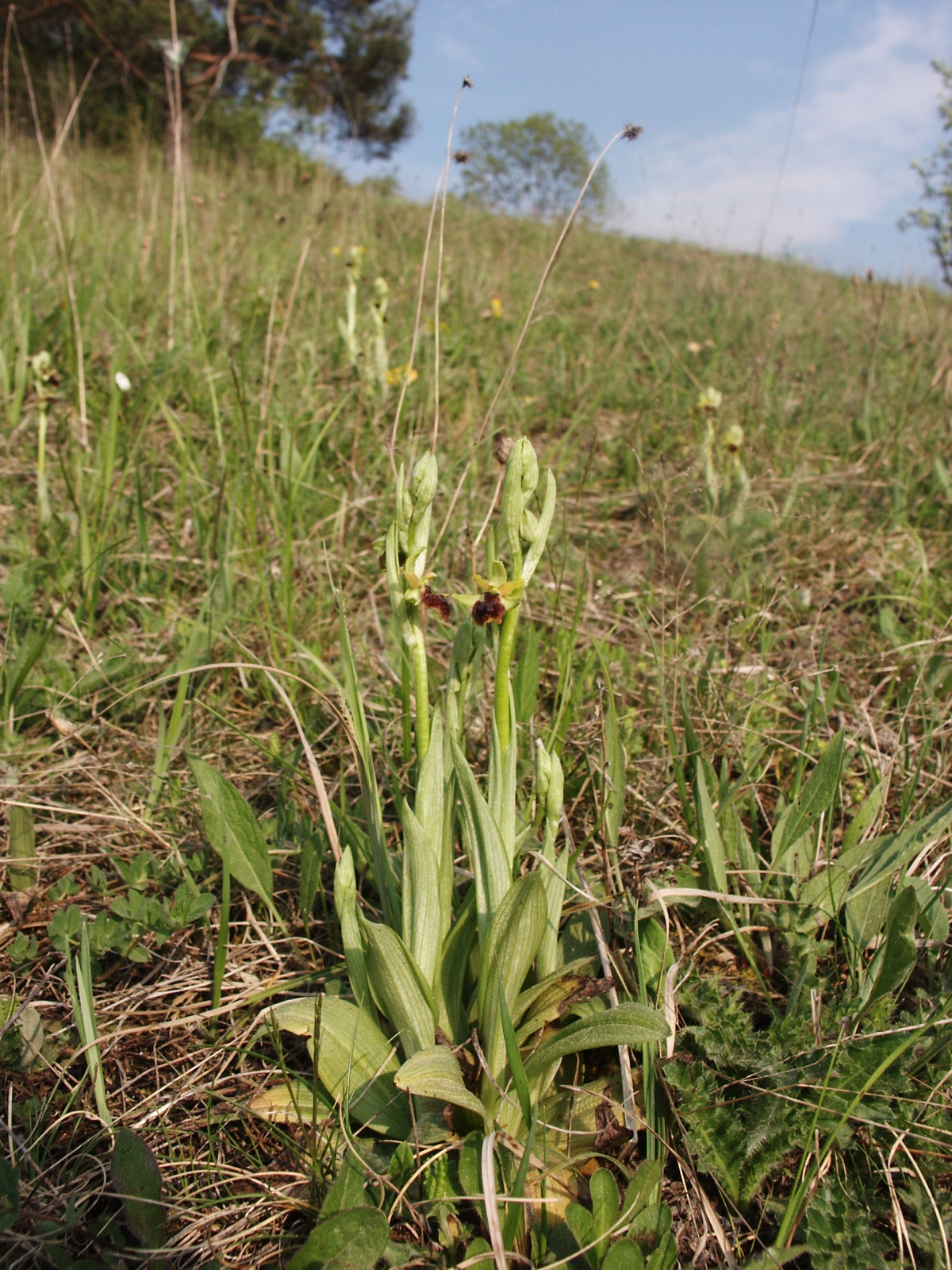
Ophrys sphegodes Németország - Hohenlohe